# 山本哲三
山本 哲三（やまもと てつぞう、1947年7月9日- ）は、日本の経済学者、早稲田大学名誉教授。
神奈川県生まれ。1970年早稲田大学商学部卒、1979年北海道大学大学院経済学研究科経済政策博士課程満期退学。1983年「「資本論」と国家」で筑波大学経済学博士。筑波大学社会科学系研究員、早稲田大学商学部元教授。公益事業会賞受賞。

## 研究経緯
山本哲三は神奈川県立小田原高等学校から早稲田大学商学部に進み、松原昭教授の下、P.スイージーの『独占資本』とK.マルクスの『資本論』の手ほどきを受けた。学生時代、宇野弘蔵「経済原論」降旗節雄「科学とイデオロギー」に感銘を受け、北海道大学大学院経済学研究科に進んだ。修士論文は「マルクスの領有法則転回について」である。大学院時代は降旗の指導の下でマルクスの『マルクス・エンゲルス全集』の主だったものをノートに取りながら通読し、マルクスの『経済学批判要綱』を精読した。このように若き宇野学徒として原理論上の諸問題に取り組んだ（降旗編著の『経済学原理論―論争史的解明』、『宇野弘蔵の世界』）。本人の宇野学徒としての成果は『資本論と国家』に集大成され、その出版で筑波大学から経済学博士号を取得している。この著はカナダ、ヨーク大学R・アルブリトンの近代国家＝法治国家の考え方と一致し、彼の来日を縁にアルブリトン『資本主義発展段階論』を翻訳している。
　その後、龍谷大学奥村宏教授と創設した民営化研究会および1993年から1994年のケンブリッジ留学を契機に山本は、宇野理論から遠ざかることになった。とりわけ、ケンブリッジでは応用経済学研究所所長デイビッド・ニューベリーの民営化研究会に参加し、H.R.,ヴァリアンおよびD.M.,クレプスのミクロ経済学の研究と数学に勤しむようになった。この時期の成果が『市場か　政府か』である。ちなみにこの研究会にはR.グリーン、M.A.,アームストロングらが参加していた。
　以降一貫して規制改革と民営化の研究を続け、その成果は『プライスキャップ規制』、『規制改革の経済学』、『ネットワーク産業の規制改革』および『規制影響分析入門』等にまとめられている。また、グローバル化の下、日本経済の大きな変化を予感しつつ、いまだ軽視されていたM&A戦略の重要性を説いた書物（『M&Aの経済理論』）も出版している。
　山本は、90年代後半からいくつかの省庁の審議会委員を務めたが、とりわけ国土交通省の鉄道運賃検討委員会において価格上限制の導入、内閣府物価安定政策会議において規制影響分析の導入（政策評価法の改正）に尽力した。
　また、2003年から2004年には、パリのOECD本部にコンサルタントとして赴き、パブリック・ガバナンス部局で、OECD参加国における規制改革の実施状況のレビューに参画し、とりわけ日本の規制改革レビューで助言的な役割を果たした（OECD編『脱規制大国日本』）。
近年になって、山本はオークション理論の研究に精力を注ぎ、それとの関連でコンセッションとりわけ水道事業のコンセッションに力を注いでいる。早稲田大学『水循環システム研究所』の創設はそうした山本の研究活動の一環である。

## 著書
- 『資本論と国家』論創社 1983
- 『市場か政府か 21世紀の資本主義への展望』日本経済評論社 1994
- 『M&Aの経済理論 会社支配権市場の衝撃』中央経済社 1997
- 『規制改革の経済学 インセンティブ規制,構造規制,フランチャイズ入札』文眞堂 2003

### 共編著
- 『プライスキャップ規制 理論と実際』OECD共著　日本経済評論社 1997
- 『ネットワーク産業の規制改革 欧米の経験から何を学ぶか』佐藤英善共編著 日本評論社 2001
- 『成長の持続可能性―2015年の日本経済』川邉信雄、嶋村紘輝共編著 東洋経済新報社2005
- 『規制影響分析(RIA)入門 制度・理論・ケーススタディ』編著 NTT出版 2009
- 『日本の成長戦略』川邉信雄,嶋村紘輝共編著 中央経済社 2012
- 『規制改革30講 厚生経済学的アプローチ』野村宗訓共編著 中央経済社 2013
- 『公共政策のフロンティア』編著 成文堂 商学双書 2017

### 翻訳
- OECD編『M&Aと競争政策 合併規制の国際比較』平林英勝共訳 日本経済評論社 1989
- OECD編『規制緩和と民営化』松尾勝共訳 東洋経済新報社 1993
- ケネス・E.トレイン『最適規制 公共料金入門』金沢哲雄共監訳 文眞堂 1998
- OECD編『成長か衰退か 日本の規制改革』日本経済評論社 1999
- OECD編『世界の規制改革』山田弘共監訳 日本経済評論社 2000-01
- OECD編『構造分離 公益事業の制度改革』監訳 日本経済評論社 2002
- OECD編『脱・規制大国日本 効率的な政府をめざして』監訳 日本経済評論社 2006
- OECD編『世界の行政簡素化政策 レッド・テープを切れ』日本経済評論社 2008
- 経済協力開発機構 (OECD) 編著『OECD規制影響分析 政策評価のためのツール』明石書店 2011
- V.クリシュナ著 『オークション理論ー単一競売メカニズムの数学的解明ー』 吉本尚史翻訳協力　中央経済社 2018

## 論文
- ＜山本哲三